# Xunzhai (köpinghuvudort i Kina, Zhejiang Sheng, lat 28,35, long 120,48)
Xunzhai (kinesiska: 巽宅, 巽宅镇) är en köpinghuvudort i Kina. Den ligger i provinsen Zhejiang, i den östra delen av landet, omkring 210 kilometer söder om provinshuvudstaden Hangzhou. Antalet invånare är 8 226. Befolkningen består av 3 945 kvinnor och 4 281 män. Barn under 15 år utgör 16,0 %, vuxna 15-64 år 64 %, och äldre över 65 år 18,0 %.
Runt Xunzhai är det tätbefolkat, med 266 invånare per kvadratkilometer. Närmaste större samhälle är Bilian, 8,2 km sydost om Xunzhai. I omgivningarna runt Xunzhai växer i huvudsak blandskog.
Genomsnittlig årsnederbörd är 2 185 millimeter. Den regnigaste månaden är juni, med i genomsnitt 368 mm nederbörd, och den torraste är januari, med 71 mm nederbörd.